# Ecionemia densa
Ecionemia densa är en svampdjursart som beskrevs av James Scott Bowerbank 1873. Ecionemia densa ingår i släktet Ecionemia och familjen Ancorinidae.
Artens utbredningsområde är Fiji. Inga underarter finns listade i Catalogue of Life.